# Willem I van Bourgondië
Willem I van Bourgondië (1020 — Besançon, 1087), bijgenaamd de Grote, was de oudste zoon van graaf Reinoud I van Bourgondië en Adelheid van Normandië (1005-1038).
In 1057 volgde hij zijn vader op als graaf van Bourgondië en werd een machtig vorst. In 1078 verwierf hij ook het graafschap Mâcon toen de graaf, zijn achterneef Guy, een geestelijke werd. Willem werd begraven in de Stephanuskerk te Besançon en herbegraven in de kathedraal van Besançon.

## Huwelijk en nakomelingen
Willem was gehuwd met Stephania van Longwy-Metz. Zij kregen de volgende kinderen:
- Octavianus  (-1128)
- Odo ( -1087)
- Raymond (1059-1107), huwde in 1090 met Urraca van Castilië en León, dochter van koning Alfons VI van León
- Gwijde (ca. 1060-1124), de latere paus Calixtus II
- Reinoud II (ca. 1061 - 1097)
- Willem  (- voor 1090)
- Ermentrudis, die in 1065 huwde met graaf Diederik I, graaf van Montbéliard, van Altkirch en van Ferrette
- Stefanus I (ca. 1065-1102)
- Sybilla (1065-1101), huwde in 1080 met hertog Odo I van Bourgondië
- Hugo, aartsbisschop van Besançon
- Gisela (1075-1133), huwde in 1090 met graaf Humbert II van Savoye en met markgraaf Reinier van Monferrato
- Clemencia ((1078-1133), in 1092 gehuwd met Robrecht II van Jeruzalem en met Godfried I van Leuven (1060-1140)
- Stephania, gehuwd met Lambertus van Royans
- Bertha  (-1097), gehuwd met Alfons VI van León (1040-1109)
- mogelijk een dochter getrouwd met Gerard I van Gelre.

## Voorouders
| Voorouders van Willem I van Bourgondië | Voorouders van Willem I van Bourgondië                                   | Voorouders van Willem I van Bourgondië                                   | Voorouders van Willem I van Bourgondië                                   | Voorouders van Willem I van Bourgondië                                   | Voorouders van Willem I van Bourgondië                                    | Voorouders van Willem I van Bourgondië                                    | Voorouders van Willem I van Bourgondië                                    | Voorouders van Willem I van Bourgondië                                    |
| -------------------------------------- | ------------------------------------------------------------------------ | ------------------------------------------------------------------------ | ------------------------------------------------------------------------ | ------------------------------------------------------------------------ | ------------------------------------------------------------------------- | ------------------------------------------------------------------------- | ------------------------------------------------------------------------- | ------------------------------------------------------------------------- |
| Overgrootouders                        | Adelbert I van Ivrea (932-971) ∞ 960 Gerberga van Mâcon (940-991)        | Adelbert I van Ivrea (932-971) ∞ 960 Gerberga van Mâcon (940-991)        | Ragenold van Roucy (905–967) ∞ Alberada (929 - 967)                      | Ragenold van Roucy (905–967) ∞ Alberada (929 - 967)                      | Richard I van Normandië (933–996) ∞ Gunnora (950-1031)                    | Richard I van Normandië (933–996) ∞ Gunnora (950-1031)                    | Conan I van Bretagne ( –992) ∞ Ermengarde van Anjou (952-992)             | Conan I van Bretagne ( –992) ∞ Ermengarde van Anjou (952-992)             |
| Grootouders                            | Otto Willem van Bourgondië (962-1026) ∞ Ermentrudis van Roucy (959-1004) | Otto Willem van Bourgondië (962-1026) ∞ Ermentrudis van Roucy (959-1004) | Otto Willem van Bourgondië (962-1026) ∞ Ermentrudis van Roucy (959-1004) | Otto Willem van Bourgondië (962-1026) ∞ Ermentrudis van Roucy (959-1004) | Richard II van Normandië (963–1026) ∞ 1000 Judith van Bretagne (982-1017) | Richard II van Normandië (963–1026) ∞ 1000 Judith van Bretagne (982-1017) | Richard II van Normandië (963–1026) ∞ 1000 Judith van Bretagne (982-1017) | Richard II van Normandië (963–1026) ∞ 1000 Judith van Bretagne (982-1017) |
| Ouders                                 | Reinoud I van Bourgondië (986-1057) ∞ Adelheid van Normandië (1005-1038) | Reinoud I van Bourgondië (986-1057) ∞ Adelheid van Normandië (1005-1038) | Reinoud I van Bourgondië (986-1057) ∞ Adelheid van Normandië (1005-1038) | Reinoud I van Bourgondië (986-1057) ∞ Adelheid van Normandië (1005-1038) | Reinoud I van Bourgondië (986-1057) ∞ Adelheid van Normandië (1005-1038)  | Reinoud I van Bourgondië (986-1057) ∞ Adelheid van Normandië (1005-1038)  | Reinoud I van Bourgondië (986-1057) ∞ Adelheid van Normandië (1005-1038)  | Reinoud I van Bourgondië (986-1057) ∞ Adelheid van Normandië (1005-1038)  |